# 신대석성로
신대석성로(Sindaeseokseong-ro)는 충청북도 청주시 청원구 북이면 북이삼거리와 진천군 초평면 진암삼거리 잇는 충청북도의 도로이다.

## 주요 경유지
충청북도
- 청주시 청원구 (북이면) - 진천군 (초평면)

## 노선
| 이름        | 접속 노선                     | 소재지 | 소재지 | 소재지                    | 비고 |
| ----------- | ----------------------------- | ------ | ------ | ------------------------- | ---- |
| 북이 삼거리 | 지방도 제592호선 (충청대로)   | 청주시 | 청원구 | 북이면                    |      |
| 신대 삼거리 | 지방도 제540호선 (팔결신대로) | 청주시 | 청원구 | 북이면                    |      |
| 용계 사거리 | 화상석성로                    | 청주시 | 청원구 | 북이면                    |      |
| 석성교      |                               | 청주시 | 청원구 | 북이면                    |      |
|             | 진천군                        | 초평면 | 초평면 |                           |      |
| 진암 삼거리 | 진천군                        | 초평면 | 초평면 | 지방도 제508호선 (중부로) |      |

## 주요 건물 및 시설
- 북이면 행정복지센터 (신대석성로 10/신대리 4-8)
- 북이면자치센터 (신대석성로 10/신대리 4-8)
- 북이보건시소 (신대석성로 10/신대리 4-8)
- HD현대오일뱅크 대율주유소 (신대석성로 163/대율리 272-12)
- 세븐일레븐 청주북이대율점 (신대석성로 231/대율리 319-11)
- CU 청주북이용계점 (신대석성로 256/용계리 595-1)